# Międzynarodowy Dzień Walki z Faszyzmem i Antysemityzmem
Międzynarodowy Dzień Walki z Faszyzmem i Antysemityzmem (ang. International Day Against Fascism and Antisemitism) – święto obchodzone corocznie 9 listopada, na arenie międzynarodowej od 1989 roku, upamiętniające pogrom Żydów w hitlerowskich Niemczech podczas nocy kryształowej.

## Historia
W nocy z 9 na 10 listopada 1938 roku w całych Niemczech doszło do zainicjowanego przez władze pogromu ludności żydowskiej. Palono synagogi, demolowano sklepy, dewastowano cmentarze, zabito ok. 90 Żydów, a 35 tysięcy wysłano do obozów koncentracyjnych. Bojówki hitlerowskie zdewastowały m.in. wnętrze synagogi we Wrocławiu oraz podarły na strzępy znajdujące się w niej zwoje Tory.
Rocznicę tych wydarzeń obchodzono wcześniej jako Dzień Pamięci o Nocy Kryształowej.

## Obchody i cele
Od 1995 roku obchody koordynuje największa w Europie organizacja charytatywna przeciw nacjonalizmowi, faszyzmowi i rasizmowi – UNITED for Intercultural Action (założona w 1992 z siedzibą w Amsterdamie), działająca na rzecz migrantów i uchodźców.
Obchody mają na celu złożenie hołdu ofiarom faszyzmu i antysemityzmu. Są okazją do protestu wobec braku akceptacji ludzi i akceptacji bezprawia, sprzeciwu wobec zła, nietolerancji i neofaszyzmu oraz do promowania wartości tolerancji i szacunku dla mniejszości etnicznych, rasowych, religijnych itp.

## Obchody w Polsce

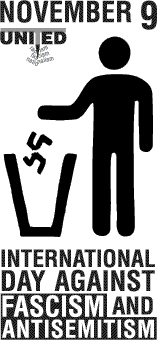
Logo święta

### Wrocław
W utworzonym we wrocławskiej synagodze Pod Białym Bocianem Centrum Kultury i Edukacji Żydowskiej, Fundacja Bente Kahan (FBK) zorganizowała w 2006 i 2008 roku obchody rocznicowe nocy kryształowej, tematyczne wystawy, koncerty i przedstawienia teatralne zakończone Marszem Wzajemnego Szacunku. Trasa przemarszu przebiegała od istniejącej synagogi do pomnika w miejscu zniszczenia Nowej Synagogi w noc kryształową.
W 2006 roku w podziemiach synagogi została pokazana m.in. wystawa, zorganizowana przez FBK przy współpracy z Muzeum Gross-Rosen, która przedstawiła historię obozu Groß-Rosen i ponad setki jego podobozów na Dolnym Śląsku. Przygotowano program artystyczny, któremu towarzyszyły koncerty. Obchody 68. rocznicy odbywały się w dniach 4–9 listopada.
W 2008 roku 70. rocznica odbywała się w dniach 6–9 listopada. Została otwarta m.in. wystawa Kryształowe Okna, zaprezentowano etiudy sceniczne w wykonaniu młodzieży szkolnej oraz wystawiono spektakl Rysa w wykonaniu Teatru ZAR. Została również wystawiona sztuka przez grupę teatralną Ruti Kanner z Izraela Ścieżki zbrodni (na podstawie książki Mordverläufe Manfreda Frankektóra), która jest opowieścią naocznych świadków nocy kryształowej.
8 listopada 2007 roku zorganizowano wrocławski Dzień Wzajemnego Szacunku, którego część imprez odbywała się w synagodze Pod Białym Bocianem.
W dniach 3–10 listopada 2011 mają odbyć się kolejne Dni Wzajemnego Szacunku. W dzień pamięci o nocy kryształowej odbyć się ma m.in. spotkanie ze świadkami holokaustu: Rutą Wermuth i Tolkiem Gotfrydem oraz zaprezentowanie prac wielokrotnie nagradzanej norweskiej dokumentalistki Karoline Frogner na temat holokaustu i Rwandy. Wieczór 9 listopada tradycyjne zakończy marsz pod pomnik po Nowej Synagodze.

### Elbląg
9 listopada 2009 roku w Elbląskim Centrum Społecznym Młodych Socjalistów im. Ireny Sendlerowej odbyła się projekcja filmowa oraz dyskusja pt. „Antysemityzm – czy to już tylko historia?”. Centrum zorganizowało również wiec pokojowy połączony z pokazem „Światło i dźwięk”.

### Przeciw rasizmowi i antysemityzmowi
23 września 2011 ruszyła II edycja konkursu „Stop rasizmowi w sporcie” z inicjatywy Pełnomocnika Rządu do spraw Równego Traktowania Elżbiety Radziszewskiej i Dyrektora Przedstawicielstwa Komisji Europejskiej i skierowany był do dziennikarzy wszystkich rodzajów mass mediów. Celem konkursu trwającego do 15 listopada była promocja tolerancji dla odmienności ze względu na rasę, kolor skóry, a także język, obywatelstwo, narodowość lub pochodzenie etniczne w sporcie, jednak konkurs nie został rozstrzygnięty ze względu na zbyt małą liczbę prac jaka wpłynęła (I edycja odbyła się w tym samym okresie w 2010 roku).
14 października 2011 (w Dzień Edukacji Narodowej) odbyła się wielokulturowa impreza na stadionie warszawskiej Agrykoli w ramach konkursu ministra spraw zagranicznych Radosława Sikorskiego „Polska dla wszystkich”. Honorowy patronat nad konkursem objęli: Elżbieta Radziszewska (Sekretarz Stanu w Kancelarii Prezesa Rady Ministrów), Katarzyna Hall (Minister Edukacji Narodowej), John Abraham Godson (poseł na Sejm RP), a także Stowarzyszenie „Nigdy Więcej”, Hanna Gronkiewicz-Waltz (Prezydent Miasta Stołecznego Warszawy) oraz Polskie Stowarzyszenie Byłych Piłkarzy.
Inicjatywa zbiegła się również z Tygodniami Akcji „Futbol Przeciwko Rasizmowi w Europie 2011”. Konkurs ma za zadanie wyłonić najlepszy projekt promujący dialog międzykulturowy oraz propagujący takie postawy obywatelskie, jak tolerancja, otwartość i szacunek dla społeczeństwa wielokulturowego i różnorodności jego obywateli. Pomysłodawcą konkursu jest Koalicja „Razem Przeciwko Antysemityzmowi” powstała 19 kwietnia 2010 podczas konferencji „Razem przeciwko antysemityzmowi” w Ośrodku „Brama Grodzka – Teatr NN” w Lublinie. Informacje na temat rozstrzygnięcia konkursu wraz z listą nagrodzonych autorów projektów zostaną opublikowane do dnia 30 listopada 2011 roku.